# Oprah Winfrey Network
Oprah Winfrey Network, kurz OWN, ist ein US-amerikanischer Fernsehsender, der über Kabel ausgestrahlt wird. Der Sender, der nach Talkmasterin Oprah Winfrey benannt ist, wird seit 1. Januar 2011 ausgestrahlt und ging aus dem früheren Discovery Health Channel hervor. Haupteigentümer des Senders, der von etwas mehr als 70 % der US Fernseh-Haushalte empfangen werden kann, ist Warner Bros. Discovery, welche den Sender in Form eines Mehrheitseigners, zusammen mit Winfrey ins Leben riefen, und nun die überwiegenden Anteile halten, nachdem Winfrey im Dezember 2017 einen Teil ihrer Anteile an das Unternehmen verkauft hat, dennoch aber CEO des Senders bleibt.

## Serien
- Greenleaf (seit 2016)
- Queen Sugar (seit 2016)
- If Loving You Is Wrong (seit 2014)
- The Haves and The Have Nots (seit 2013)